# Olinek Okrąglinek: Obrońca uśmiechu
Olinek Okrąglinek. Film (ang. Rolie Polie Olie The Movie) – amerykańsko-kanadyjski-francuski film animowany w reżyserii Williama Joyce'a, zrealizowany przez wytwórnię Cartoon Pizza, Nelvana, Sparkling Animation, Sparx Animation Studios, Studio 306, Canadian Film or Production Tax Credit, Telefilm Canada, Great Big Music, Spence-Thomas Music, Canadian Television Fund, Decode Entertainment, Spectra Animation, France 3, Canadian Broadcasting Corporation, i Playhouse Disney. W Polsce premiera filmu odbyła się w kinach 22 czerwca 2007 roku.

## Fabuła
Ponurus Maximus, zły pirat kosmiczny, postanawia, że skoro on nie może się bawić, to nikt nie będzie. Na szczęście dla naszych bohaterów, zaproszenie na trzecie urodzinowe przyjęcie Zoli – młodszej siostry Olinka Okrąglinka, przez przypadek trafia na statek Ponurusa. On sam nigdy nie miał zabawy urodzinowej, więc chce zrobić wszystko żeby popsuć imprezę. Zaczyna od wysłania promienia usmutniającego, potem próbuje porwać małą Zoli, aż w końcu ściąga całą policję planetarną do Galaktyki Ponuraków. Jednak dzięki promieniowi super głupiutkującemu (prezent od Olinka dla Zoli) i pomocy od Gwiezdnego Chłopca, dzień zostaje uratowany i nastaje zabawa. Cała planeta pomaga naładować promień super głupiutkujący i naprawić humor Ponurusowi.